# Dualni prostor
Dualni prostor u lineranoj algebri je specijalan slučaj prostora linearnih operatora.
Za vektorski prostor V nad poljem (F) s L(V,F) se označava skup svih linearnih operatora koji za domenu imaju prostor V, a kodomenu polje F.
L(V,F) je uz standardne operacije također vektorski prostor koji se zove dualni prostor prostora V.